# Alain Resnais
Alain Resnais (3. června 1922 – 1. března 2014) byl francouzský filmový režisér. Této činnosti se začal věnovat ve druhé polovině čtyřicátých let. Mezi jeho nejvýznamnější díla patří například film Hirošima, má láska z roku 1959. Za svůj film Stará známá písnička z roku 1997 získal Césara pro nejlepší film; za film Smoking/No Smoking z roku 1994 pak Césara pro nejlepšího režiséra. Natočil mnoho dalších filmů, jako například Loni v Marienbadu (1961), Muriel neboli v čase návratu (1963), Můj strýček z Ameriky (1980) nebo Ještě jste nic neviděli (2012). Zemřel v roce 2014 ve svých jedenadevadesáti letech.